# Acanthonotozomella alata
Acanthonotozomella alata är en kräftdjursart som beskrevs av Schellenberg 1926. Acanthonotozomella alata ingår i släktet Acanthonotozomella och familjen Acanthonotozomellidae. Inga underarter finns listade i Catalogue of Life.